# Capparis beneolens
Capparis beneolens är en kaprisväxtart som beskrevs av François Gagnepain. Capparis beneolens ingår i släktet Capparis och familjen kaprisväxter. Inga underarter finns listade i Catalogue of Life.